# Уилям Щерн
Уилям Щерн (William Stern, роден като на немски: Wilhelm Louis Stern, Вилхелм Луи Щерн) е немски психолог и философ, който разработва теорията на персонализма, чиято цел е изучаване на цялостната личност и закономерностите на нейното формиране.

## Биография
Роден е в Берлин, внук на германо-еврейския философ реформатор Сигизмунд Щерн (1812-1867). Негов племенник е философът Валтер Бенямин.
Защитава докторска дисертация по психология в Берлинския университет с научното ръководство на Херман Ебингхаус през 1893 г. Преподава в Университета на Бреслау между 1897 и 1916 г. През 1916 г. е поканен да приеме поста на професор по психология в Хамбургския университет, където остава до 1933 г. като директор на Психологическия институт. Като евреин е отстранен от университета след идването на режима на Хитлер. Първоначално емигрира в Нидерландия през 1933 г., а след това отива в САЩ, където става професор в Университета Дюк. Преподава в Дюк до смъртта си от инфаркт през 1938 г.

## Идеи
Той разглежда личността като самоопределяща се, съзнателно и целенасочена действаща цялостност, в която се диференцират безсъзнателни и съзнателни слоеве на дълбочина. Щерн развива теорията за конвергенцията, в която се отчита ролята на два фактора в психическото развитие — наследствеността и средата. Психическото развитие е саморазвитие, саморазгръщане на имащите у човека дадености, определящо се от средата, в което живее детето. Развитието е израстване, диференциация и преобразуване на психическите структури. Преходът от смътните, неясни образи (съзерцанието, възприятието) към по-ясни, структурирани (памет, мислене) и отчетливи гещалти на околния свят, т.е. към по-ясно и адекватно отражение на обкръжението, преминава през няколко етапа на преобразования, характерни за всички основни психически процеси. Всички психически процеси се развиват от периферията към центъра.
Психическото развитие освен тенденция към саморазвитие, проявява и тенденция към самосъхранение (съхранение на индивидуалните, вродени особености на всяко дете, на индивидуалния му темп на развитие). За да обясни съхраняването на индивидуалните особености на детето, Щерн въвежда понятието интроцепция (съединяването на целите на детето с целите, задавани му от обкръжението). При раждането потенциалните възможности на детето са неопределени, неосъзнати. Средата помага то да ги осъзнае като организира вътрешния му свят, придавайки му ясно оформена и осъзната структура. Детето взима от средата всичко, което съответства на потенциалните му склонности и се противопоставя на това, което противоречи на вътрешните му наклонности. Несъответствието между влиянието на средата и вътрешните склонности на детето поражда отрицателни емоции у него, които са стимул за развитието на самосъзнанието. Фрустрацията забавя интроцепцията и заставя детето да се вгледа в себе си и в обкръжението и да проумее какво го кара да се чувства добре и кое не.
Щерн написва своята „Диференциална психология“ и така поставя началото на ново направление в психологическите изследвания.